# Standleya
Standleya  es un género con cuatro especies de plantas con flores perteneciente a la familia de las rubiáceas. 
Es nativo del sudeste de Brasil.

## Especies
- Standleya erecta Brade (1932).
- Standleya kuhlmannii Brade (1949).
- Standleya limae Brade (1932).
- Standleya prostrata (K.Schum.) Brade (1932).